# Percepción del color

espectros de respuesta normalizada de los conos humanos, S, M, L y tipo, los estímulos monocromáticos del espectro, con longitud de onda dada en nanómetros

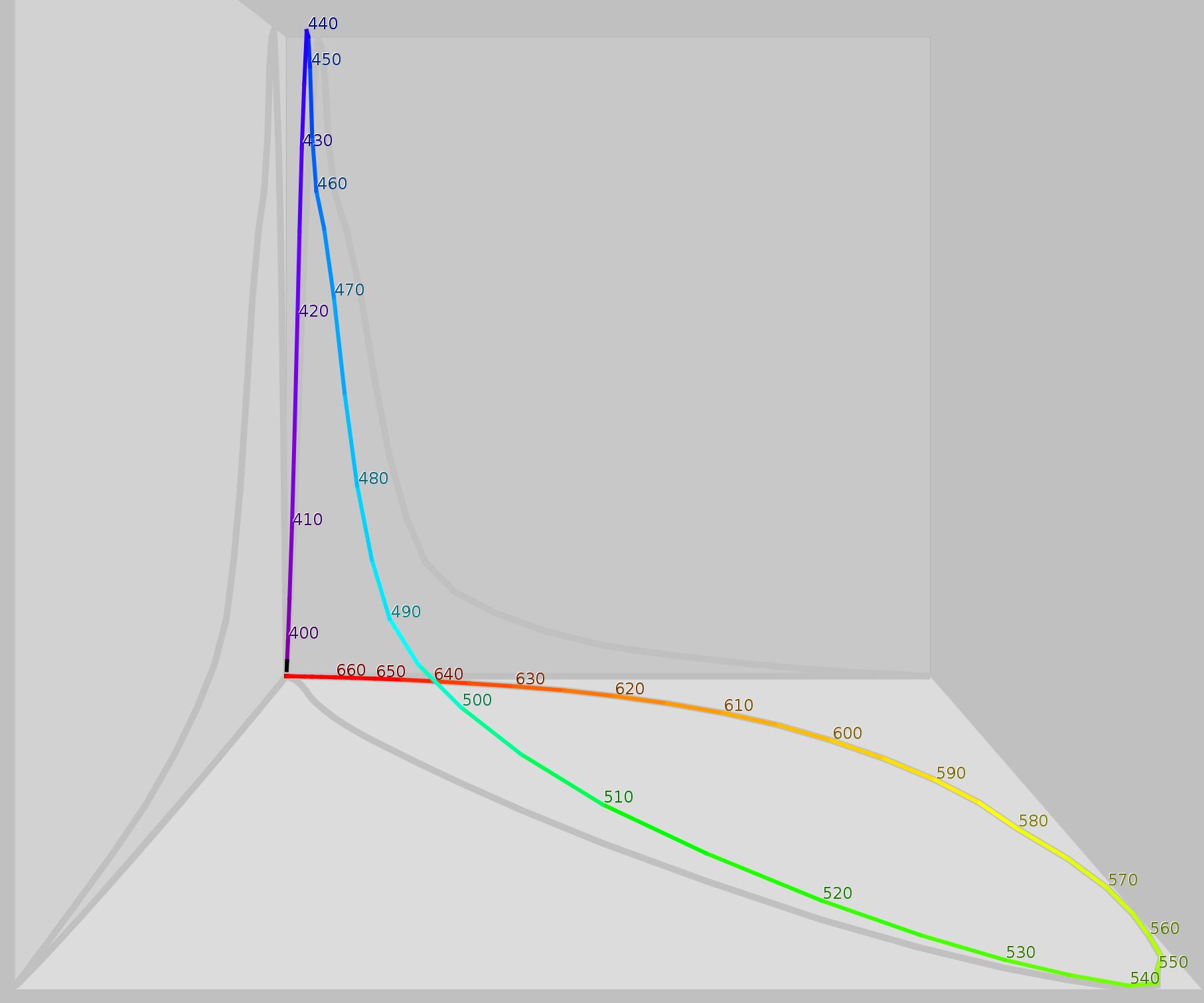
Las mismas cifras por encima de aquí representadas como una sola curva en tres (respuesta de los conos normalizado) Dimensiones

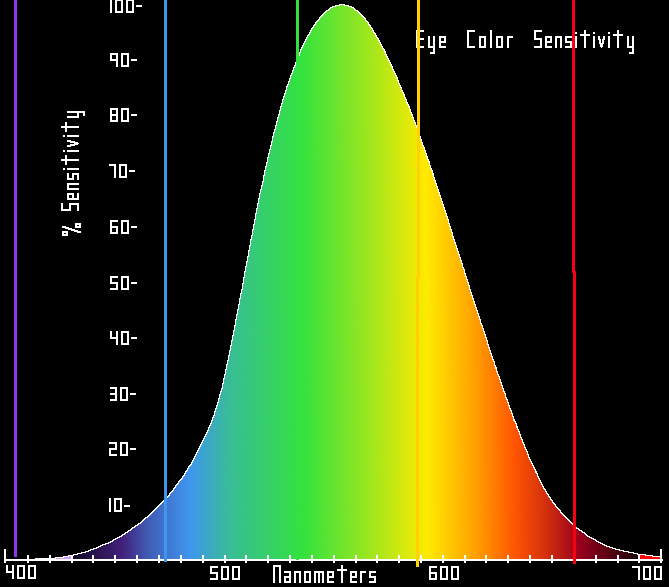
brillo relativo de la sensibilidad del sistema visual humano en función de la longitud de onda

En el fondo del ojo existen millones de células especializadas en detectar las longitudes de onda procedentes de nuestro entorno. Estas células, principalmente los conos y los bastones, recogen los diferentes elementos del espectro de luz solar y las transforman en impulsos eléctricos, que son enviados luego al cerebro a través de los nervios ópticos. El cerebro (concretamente la corteza visual, que se halla en el lóbulo occipital) es el encargado de hacer consciente la percepción del color.
Los conos se concentran en una región cercana al centro de la retina llamada fóvea. Su distribución sigue un ángulo de alrededor de 2°, medidos desde la fóvea. La cantidad de conos es de 6 millones y algunos de ellos tienen una terminación nerviosa que se dirige hacia el cerebro. 
Los conos son los responsables de la visión del color. Hay tres tipos de conos, sensibles a los colores rojo, verde y azul, respectivamente. Dada su forma de conexión a las terminaciones nerviosas que se dirigen al cerebro, son los responsables de la definición espacial. También son poco sensibles a la intensidad de la luz y proporcionan visión fotópica (visión a altos niveles).
Los bastones se concentran en zonas alejadas de la fóvea y son los responsables de la visión escotópica (visión a bajos niveles). Los bastones comparten las terminaciones nerviosas que se dirigen al cerebro y, por consiguiente, su aporte a la definición espacial resulta poco importante. La cantidad de bastones se sitúa alrededor de 100 millones y no son sensibles al color. Los bastones son mucho más sensibles que los conos a la intensidad luminosa, por lo que aportan a la visión del color aspectos como el brillo y el tono, y son los responsables de la visión nocturna. En primates, la visión del color puede haber evolucionado bajo presión selectiva para una variedad de tareas visuales, incluida la búsqueda de hojas jóvenes nutritivas, frutas maduras y flores, así como la detección de camuflaje de depredadores y estados emocionales en otros primates.

## Visión del color
La visión del color es un atributo sensorial de la visión que proporciona una apreciación de diferencias en la composición de las longitudes de onda de la luz que estimula la retina. Su examen permite la detección de alteraciones congénitas o adquiridas de la visión del color, evaluar la integridad macular y determinar la aptitud en la discriminación de los colores.
La importancia de poder diagnosticar defectos congénitos se basa en determinar el aspecto genético y hereditario que conlleva, así como poder orientar y facilitar las actividades escolares y profesionales del paciente. Las alteraciones adquiridas indican la presencia de patologías que modifica la percepción normal del color.
Los exámenes que se suelen utilizar se basan en técnicas de discriminación y de ordenación. Entre los más utilizados pueden destacarse:
- Láminas pseudocromáticas (Ishihara, SPP. American Optical. Etc): Se basan en la capacidad visual de discriminación de colores. Consiste en una serie de láminas que presentan topos de diferentes colores y tamaños, que enmascaran un número o figura. Si el paciente tiene una visión del color normal podrá diferenciarlo. En función del número de omisiones y errores que realice se determina el tipo y gravedad de la deficiencia al color.

- Farnsworth-Munsell D-15: Se basa en la capacidad para ordenar en una secuencia lógica distintos colores. Se determina la habilidad, la discriminación fina del color y la capacidad de la confusión del color. La secuencia que el paciente ordena se representa en gráficas específicas para cada test, que permiten determinar el tipo de anomalía mediante la impresión visual.

## Percepción de movimientos por el color
Algunas veces el cerebro puede percibir movimientos en el color a pesar de que la imagen sea fija.
Esta ilusión óptica se debe al llamado fenómeno de la adaptación por los conos, que son las células responsables de la visión de los colores, que se agotan de mirar un mismo color y entonces el cerebro lo ve con un brillo menor. A la vez, el color opuesto se ve con una fuerza y brillo mayor. En el momento en que un color de un cono comienza a verse más fuerte que antes al cerebro le parece registrar un movimiento, pero, en realidad, se mueve a medida que el ojo cambia de un cono a otro y el color varía. En ese momento en algunos dibujos o cuadros se tiene la ilusión óptica de que los colores o dibujos se están moviendo, sobre todo cuando los conos están concentrados en el centro de nuestra visión y más dispersos en los bordes. algo que se da en la visión periférica.

## Fenómeno del daltonismo
El daltonismo es una alteración de origen génetico en la capacidad de discriminar los colores. El grado de afectación es muy variable y oscila entre la falta de capacidad para discernir cualquier color (acromatopsia) y un ligero grado de dificultad para discriminar matices de rojo, verde y ocasionalmente azul que si son capaces de discriminar las personas con visión normal del color o tricrómatas.

## Evolución
Los mecanismos de percepción del color dependen en gran medida de factores evolutivos, de los cuales se cree que el más destacado es el reconocimiento satisfactorio de las fuentes de alimentos. En primates herbívoros, la percepción del color es esencial para encontrar hojas (inmaduras) apropiadas. En el colibrí, los tipos particulares de flores a menudo también se reconocen por el color. Por otro lado, los mamíferos nocturnos tienen una visión del color menos desarrollada ya que se necesita luz adecuada para que los conos funcionen correctamente. Existe evidencia de que la luz ultravioleta juega un papel en la percepción del color en muchas ramas del reino animal, especialmente los insectos. En general, el espectro óptico abarca las transiciones electrónicas más comunes en la materia y, por lo tanto, es el más útil para recopilar información sobre el medio ambiente.
La evolución de la visión tricromática del color en los primates ocurrió cuando los ancestros de los monos, simios y humanos modernos cambiaron a la actividad diurna (durante el día) y comenzaron a consumir frutas y hojas de plantas con flores.  La visión del color, con discriminación UV, también está presente en varios artrópodos, los únicos animales terrestres además de los vertebrados que poseen este rasgo.
Algunos animales pueden distinguir colores en el espectro ultravioleta. El espectro ultravioleta cae fuera del rango visible humano, a excepción de algunos pacientes con cirugía de cataratas. Las aves, tortugas, lagartijas, muchos peces y algunos roedores tienen receptores UV en sus retinas. Estos animales pueden ver los patrones UV que se encuentran en las flores y otros animales salvajes que son invisibles para el ojo humano.
La visión ultravioleta es una adaptación especialmente importante en las aves. Permite a las aves detectar pequeñas presas desde la distancia, navegar, evitar a los depredadores y alimentarse mientras vuelan a altas velocidades. Las aves también utilizan su visión de amplio espectro para reconocer a otras aves y en la selección sexual.

## Visión del color en animales no humanos
Muchas especies pueden ver la luz con frecuencias fuera del "espectro visible" humano. Las abejas y muchos otros insectos pueden detectar la luz ultravioleta, que les ayuda a encontrar el néctar en las flores. Las especies vegetales que dependen de la polinización por insectos pueden deber su éxito reproductivo a los "colores" y patrones ultravioletas, más que a su colorido para los humanos. Las aves también pueden ver en el ultravioleta (300-400 nm) y algunas tienen marcas en el plumaje que dependen del sexo y sólo son visibles en el ultravioleta. Sin embargo, muchos animales que pueden ver en el ultravioleta no pueden ver la luz roja ni otras longitudes de onda rojizas. Por ejemplo, el espectro visible de las abejas termina a unos 590 nm, justo antes de que empiecen las longitudes de onda naranjas. Las aves, sin embargo, pueden ver algunas longitudes de onda rojas, aunque no tan lejos en el espectro luminoso como los humanos. Es un mito que el pez dorado común sea el único animal que puede ver tanto la luz infrarroja como la ultravioleta; su visión del color se extiende hasta el ultravioleta pero no hasta el infrarrojo.
La base de esta variación es el número de tipos de conos que difieren entre especies. Los mamíferos, en general, tienen una visión del color de tipo limitado, y suelen tener daltonismo rojo-verde, con sólo dos tipos de conos. Los humanos, algunos primates y algunos marsupiales ven una gama ampliada de colores, pero sólo en comparación con otros mamíferos. La mayoría de las especies de vertebrados no mamíferos distinguen los distintos colores al menos tan bien como los humanos, y muchas especies de aves, peces, reptiles y anfibios, así como algunos invertebrados, tienen más de tres tipos de conos y una visión del color probablemente superior a la humana.
En la mayoría de los Catarrhini (monos y simios del Viejo Mundo, primates estrechamente emparentados con los humanos), existen tres tipos de receptores del color (conocidos como células cónicas), lo que da lugar a una visión tricromática del color. Estos primates, como los humanos, se denominan tricrómatas. Muchos otros primates (incluidos los monos del Nuevo Mundo) y otros mamíferos son dicrómatas, que es el estado general de visión del color de los mamíferos activos durante el día (es decir, felinos, caninos, ungulados). Los mamíferos nocturnos pueden tener poca o ninguna visión del color. Los mamíferos no primates tricrómatas son raros.: 174–175 
Muchos invertebrados tienen visión cromática. Las abejas y los abejorros tienen visión tricromática del color, insensible al rojo pero sensible al ultravioleta. Osmia rufa, por ejemplo, posee un sistema de color tricromático que utiliza para buscar polen en las flores[46]. Dada la importancia de la visión del color para las abejas, cabría esperar que estas sensibilidades receptoras reflejaran su ecología visual específica; por ejemplo, los tipos de flores que visitan. Sin embargo, los principales grupos de insectos himenópteros, excluidas las hormigas (es decir, Las mariposas Papilio poseen seis tipos de fotorreceptores y pueden tener visión pentacromática. El sistema de visión del color más complejo del reino animal se ha encontrado en los estomatópodos (como el camarón mantis), que tienen entre 12 y 16 tipos de receptores espectrales que se cree que funcionan como unidades dicromáticas múltiples.
Los animales vertebrados, como los peces tropicales y las aves, tienen a veces sistemas de visión del color más complejos que los humanos; por ello, los muchos colores sutiles que exhiben sirven generalmente como señales directas para otros peces o aves, y no para señalar a los mamíferos. En la visión de las aves, la tetracromía se consigue mediante hasta cuatro tipos de conos, dependiendo de la especie. Cada cono contiene uno de los cuatro tipos principales de fotopigmento de los conos de los vertebrados (LWS/ MWS, RH2, SWS2 y SWS1) y tiene una gotita de aceite coloreada en su segmento interno. Las gotitas de aceite de colores brillantes dentro de los conos cambian o estrechan la sensibilidad espectral de la célula. Las palomas pueden ser pentacromáticas.
Los reptiles y los anfibios también tienen cuatro tipos de conos (a veces cinco) y probablemente ven al menos el mismo número de colores que los humanos, o quizá más. Además, algunas salamanquesas y ranas nocturnas tienen la capacidad de ver los colores con poca luz. También se ha demostrado que al menos algunos comportamientos de los anfibios guiados por el color son totalmente innatos, desarrollándose incluso en animales privados de visión.
En la evolución de los mamíferos, se perdieron segmentos de la visión del color que, en el caso de algunas especies de primates, se recuperaron por duplicación génica. Los mamíferos euterios distintos de los primates (por ejemplo, perros y animales de granja) suelen tener sistemas de percepción del color de dos receptores (dicromáticos) menos eficaces, que distinguen el azul, el verde y el amarillo, pero no los naranjas ni los rojos. Existen pruebas de que algunos mamíferos, como los gatos, han desarrollado de nuevo la capacidad de distinguir colores de longitud de onda más larga, al menos de forma limitada, mediante mutaciones de un aminoácido en los genes de la opsina. La adaptación para ver los rojos es especialmente importante para los mamíferos primates, ya que permite identificar los frutos y también las hojas rojizas recién brotadas, que son especialmente nutritivas.
Sin embargo, incluso entre los primates, la visión a todo color difiere entre los monos del Nuevo Mundo y los del Viejo Mundo. Los primates del Viejo Mundo, incluidos los monos y todos los simios, tienen una visión similar a la de los humanos. Los monos del Nuevo Mundo pueden tener o no sensibilidad al color a este nivel: en la mayoría de las especies, los machos son dicrómatas, y alrededor del 60% de las hembras son tricrómatas, pero los monos búho son monocrómatas cónicos, y ambos sexos de los monos aulladores son tricrómatas. Las diferencias de sensibilidad visual entre machos y hembras en una misma especie se deben a que el gen de la proteína opsina sensible al amarillo-verde (que confiere la capacidad de diferenciar el rojo del verde) reside en el cromosoma sexual X.
Varios marsupiales, como el dunnart de cola gorda (Sminthopsis crassicaudata), tienen visión tricromática de los colores.